# Kohejre
Kohejren (Bubulcus ibis) er en fugl i hejrefamilien. Fuglen er 51 cm lang og vejer 350 g. Kohejren er en lille hejre med kort næb og korte ben. Dens yngledragt har et gulbrunt anstrøg på issen, brystet pg bagryggen, mens dens næb og ben er røde. Om vinteren er den helt hvid med gult næb og gulgrå ben. Den lever af insekter, snegle og padder. Den lægger 4-5 æg i en rede i en busk eller i et træ som den ruger på i 21-25 dage.
| Fugl | Spire Denne artikel om fugle er en spire som bør udbygges. Du er velkommen til at hjælpe Wikipedia ved at udvide den. |